# Mastigophorophyllon carpaticum
Mastigophorophyllon carpaticum är en mångfotingart som beskrevs av Ceuca 1967. Mastigophorophyllon carpaticum ingår i släktet Mastigophorophyllon och familjen Mastigophorophyllidae. Inga underarter finns listade i Catalogue of Life.